# 三宅蝦蛄屬
三宅蝦蛄屬（学名：Miyakella）为蝦蛄科的一个属。

## 下属物种
本属包括以下物种：
- 全叉三宅蝦蛄 Miyakella holoschista (Kemp, 1911)
- 長叉三宅蝦蛄 Miyakella nepa (Latreille, 1828)